# Grezzago
Grezzago là một đô thị ở tỉnh Milano, vùng Lombardia của Italia, khoảng 30 km về phía đông bắc của Milano. Tại thời điểm ngày 31 tháng 12 năm 2004, đô thị này có dân số 2.414 và diện tích là 2,5 km².
Grezzago giáp các đô thị sau:Trezzo sull'Adda, Busnago, Trezzano Rosa, Vaprio d'Adda, Pozzo d'Adda.